# Partecipanti alla Vuelta a Burgos 2023
Elenco dei partecipanti alla Vuelta a Burgos 2023.
La Vuelta a Burgos 2023 è stata la quarantacinquesima edizione della corsa. Alla competizione presero parte 15 squadre: 8 con licenza UCI World Tour 2023, 6 UCI ProTeam e 1 UCI Continental Team.
Ciascuna delle squadre è composta da sette ciclisti, per un totale di 105 ciclisti accreditati alla partenza.

## Corridori per squadra
Nota: R ritirato, NP non partito, FT fuori tempo, SQ squalificato
| Jumbo-Visma              | Jumbo-Visma              | Jumbo-Visma              | Movistar Team          | Movistar Team          | Movistar Team          | UAE Team Emirates     | UAE Team Emirates     | UAE Team Emirates     |
| ------------------------ | ------------------------ | ------------------------ | ---------------------- | ---------------------- | ---------------------- | --------------------- | --------------------- | --------------------- |
| N°                       | Ciclista                 | Clas.                    | N°                     | Ciclista               | Clas.                  | N°                    | Ciclista              | Clas.                 |
| 1                        | Primož Roglič            | 1°                       | 11                     | Oier Lazkano           | 32°                    | 21                    | Adam Yates            | 3°                    |
| 2                        | Robert Gesink            | 29°                      | 12                     | Einer Rubio            | 5°                     | 22                    | George Bennett        | 6°                    |
| 3                        | Koen Bouwman             | 73°                      | 13                     | Carlos Verona          | 15°                    | 23                    | Sebastián Molano      | 85°                   |
| 4                        | Edoardo Affini           | 88°                      | 14                     | Lluís Mas              | 81°                    | 24                    | Domen Novak           | 83°                   |
| 5                        | Gijs Leemreize           | 76°                      | 15                     | Iván García Cortina    | 34°                    | 25                    | Ivo Oliveira          | 79°                   |
| 6                        | Jan Tratnik              | 18°                      | 16                     | Jorge Arcas            | 33°                    | 26                    | Jay Vine              | 8°                    |
| 7                        | Attila Valter            | 25°                      | 17                     | William Barta          | 62°                    | 27                    | Ryan Gibbons          | 53°                   |
| Bahrain Victorious       | Bahrain Victorious       | Bahrain Victorious       | Bora-Hansgrohe         | Bora-Hansgrohe         | Bora-Hansgrohe         | EF Education-EasyPost | EF Education-EasyPost | EF Education-EasyPost |
| N°                       | Ciclista                 | Clas.                    | N°                     | Ciclista               | Clas.                  | N°                    | Ciclista              | Clas.                 |
| 31                       | Santiago Buitrago        | 28°                      | 41                     | Aleksandr Vlasov       | 2°                     | 51                    | Jonathan Caicedo      | 35°                   |
| 32                       | Damiano Caruso           | 41°                      | 42                     | Matteo Fabbro          | 55°                    | 52                    | Diego Camargo         | 47°                   |
| 33                       | Kamil Gradek             | 75°                      | 43                     | Florian Lipowitz       | NP4ª                   | 53                    | Alexander Cepeda      | 44°                   |
| 34                       | Rainer Kepplinger        | 19°                      | 44                     | Victor Koretzky        | 71°                    | 54                    | Jens Keukeleire       | 69°                   |
| 35                       | Hermann Pernsteiner      | 22°                      | 45                     | Lennard Kämna          | 64°                    | 55                    | Merhawi Kudus         | 27°                   |
| 36                       | Jasha Sütterlin          | 80°                      | 46                     | Luis-Joe Lührs         | 70°                    | 56                    | Sean Quinn            | 16°                   |
| 37                       | Edoardo Zambanini        | 43°                      | 47                     | Anton Palzer           | 59°                    | 57                    | Georg Steinhauser     | NP5ª                  |
| Astana Qazaqstan Team    | Astana Qazaqstan Team    | Astana Qazaqstan Team    | AG2R Citroën Team      | AG2R Citroën Team      | AG2R Citroën Team      | Burgos-BH             | Burgos-BH             | Burgos-BH             |
| N°                       | Ciclista                 | Clas.                    | N°                     | Ciclista               | Clas.                  | N°                    | Ciclista              | Clas.                 |
| 61                       | Luis León Sánchez        | 42°                      | 71                     | Nicolas Prodhomme      | 14°                    | 81                    | Ángel Fuentes         | 91°                   |
| 62                       | Samuele Battistella      | 63°                      | 72                     | Dorian Godon           | R 3ª                   | 82                    | Victor Langellotti    | 67°                   |
| 63                       | Joseph Dombrowski        | 60°                      | 73                     | Jaakko Hänninen        | NP5ª                   | 83                    | Ander Okamika         | 31°                   |
| 64                       | Jurij Natarov            | NP5ª                     | 74                     | Lawrence Warbasse      | 30°                    | 84                    | Manuel Peñalver       | 90°                   |
| 65                       | Fabio Felline            | 49°                      | 75                     | Valentin Paret-Peintre | 56°                    | 85                    | Pelayo Sánchez        | 54°                   |
| 66                       | Javier Romo              | 7°                       | 76                     | Andrea Vendrame        | 68°                    | 86                    | Jetse Bol             | 39°                   |
| 67                       | Harold Martín López      | 9°                       | 77                     | Killian Verschuren     | 50°                    | 87                    | Jesús Ezquerra        | 66°                   |
| Caja Rural-Seguros RGA   | Caja Rural-Seguros RGA   | Caja Rural-Seguros RGA   | Equipo Kern Pharma     | Equipo Kern Pharma     | Equipo Kern Pharma     | Euskaltel-Euskadi     | Euskaltel-Euskadi     | Euskaltel-Euskadi     |
| N°                       | Ciclista                 | Clas.                    | N°                     | Ciclista               | Clas.                  | N°                    | Ciclista              | Clas.                 |
| 91                       | Eduard Prades            | 36°                      | 101                    | Urko Berrade           | 13°                    | 111                   | Gotzon Martín         | 23°                   |
| 92                       | Iúri Leitão              | R 3ª                     | 102                    | Pablo Castrillo        | 11°                    | 112                   | Carlos Canal          | 37°                   |
| 93                       | Julen Amezqueta          | 77°                      | 103                    | Héctor Carretero       | R 4ª                   | 113                   | Joan Bou              | 10°                   |
| 94                       | Josu Etxeberria          | 78°                      | 104                    | Raúl García Pierna     | 12°                    | 114                   | Ibai Azurmendi        | 40°                   |
| 95                       | Mulu Hailemichael        | 20°                      | 105                    | Danny van der Tuuk     | 87°                    | 115                   | Asier Etxeberria      | 74°                   |
| 96                       | Jokin Murguialday        | R 4ª                     | 106                    | Martí Márquez          | 84°                    | 116                   | Xabier Azparren       | R 5ª                  |
| 97                       | Guillermo T. Silva       | 57°                      | 107                    | Hugo Aznar             | NP4ª                   | 117                   | Xabier Berasategi     | 48°                   |
| Eolo-Kometa Cycling Team | Eolo-Kometa Cycling Team | Eolo-Kometa Cycling Team | Q36.5 Pro Cycling Team | Q36.5 Pro Cycling Team | Q36.5 Pro Cycling Team | Electro Hiper Europa  | Electro Hiper Europa  | Electro Hiper Europa  |
| N°                       | Ciclista                 | Clas.                    | N°                     | Ciclista               | Clas.                  | N°                    | Ciclista              | Clas.                 |
| 121                      | Francesco Gavazzi        | 72°                      | 131                    | Negasi Haylu Abreha    | 61°                    | 141                   | Alex Molenaar         | 52°                   |
| 122                      | Álex Martín              | R 3ª                     | 132                    | Matteo Badilatti       | 51°                    | 142                   | Joan Martí Bennassar  | 89°                   |
| 123                      | Javier Serrano           | NP5ª                     | 133                    | Gianluca Brambilla     | 46°                    | 143                   | Jose Luis Faura       | 38°                   |
| 124                      | Diego Sevilla            | 26°                      | 134                    | Filippo Conca          | 45°                    | 144                   | José María García     | 24°                   |
| 125                      | Alessandro Fancellu      | 65°                      | 135                    | Mark Donovan           | 17°                    | 145                   | Xavier Cañellas       | NP5ª                  |
| 126                      | Andrea Garosio           | NP5ª                     | 136                    | Damien Howson          | 4°                     | 146                   | José María Martín     | 86°                   |
| 127                      | Mattia Bais              | 21°                      | 137                    | Joey Rosskopf          | 58°                    | 147                   | Mateu Estelrich       | 82°                   |